# Taxina

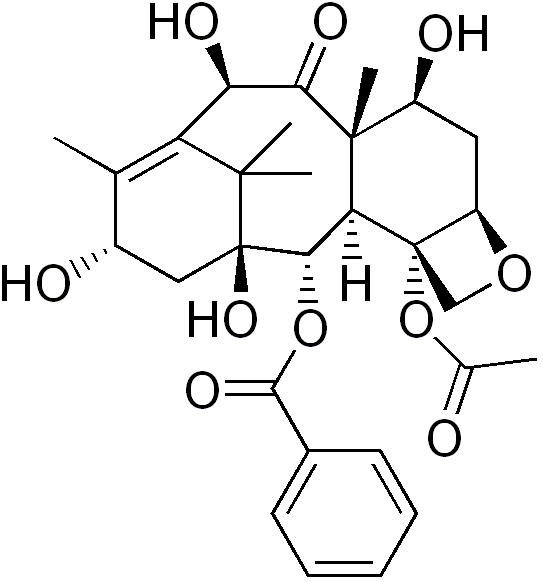
Taxina.

A taxina (ou o taxano) é um terpenoide extraído principalmente das folhas e frutos do teixo. É altamente tóxico no organismo humano, porém tem sido utilizada na luta contra certos tipos de câncer.